# 羅洛
羅洛（諾曼語：Rou；古諾爾斯語：Hrólfr；法語：Rollon，生卒年約為 846年 – 932年）是第一位統治諾曼第（法國地區）的維京人，人們時常稱呼他為「諾曼第第一公爵」。在維京人於885-886年圍攻巴黎的戰役中，擔當指揮的羅洛因異常善戰而受到法蘭克人的注目。在911年的沙特尔围城战后，西法蘭克王國國王查理三世決定與戰敗的羅洛簽訂《聖-克萊爾-埃普特條約》，將塞納河河口一直到今日被稱作盧昂這中間的領土割讓給了羅洛，並要求羅洛對其宣誓效忠和受洗為天主教徒，以交換羅洛同意結束他的掠奪行動，並保護法蘭克人的地區，協助防禦維京人的再度襲擊。
此後，羅洛正式成為這些在法國地區定居的維京人領袖，他持續統治著這片地區，這片被割讓的土地就被稱作諾曼第。羅洛在911年建立了諾曼第公國後，一直在位到至少928年。他的兒子長劍威廉後來繼承了諾曼第公國的爵位。羅洛和他追隨者的後代被稱為諾曼人。隨後的兩個世紀，羅洛的子嗣們對歐洲其他地區開展了大規模的擴張和掠奪戰爭（包括今日的英國、義大利和西西里島等地區），在十世紀到十二世紀期間統治著諾曼英格蘭、西西里王國和安條克公國。時至今日，羅洛已被證實是英國王室、以及當前所有歐洲君主的遠祖，在歐洲和近東的歷史發展中留下了深遠的影響。

## 出身背景
羅洛出生於九世紀後期，出生地及父母不詳。與羅洛有關、最早被認可的歷史事件是他在885-886年圍攻巴黎戰役中擔任維京人的領導。羅洛的挪威背景首先由十一世紀的本篤會修道士和歷史學家戈弗雷多·馬拉特拉明確主張，他寫道：「來自挪威的羅洛帶領他的艦隊，大膽航行到基督教的海岸」。同樣，十二世紀英國歷史學家馬姆斯伯里的威廉說羅洛是「挪威人中的貴族血統」。

## 生平

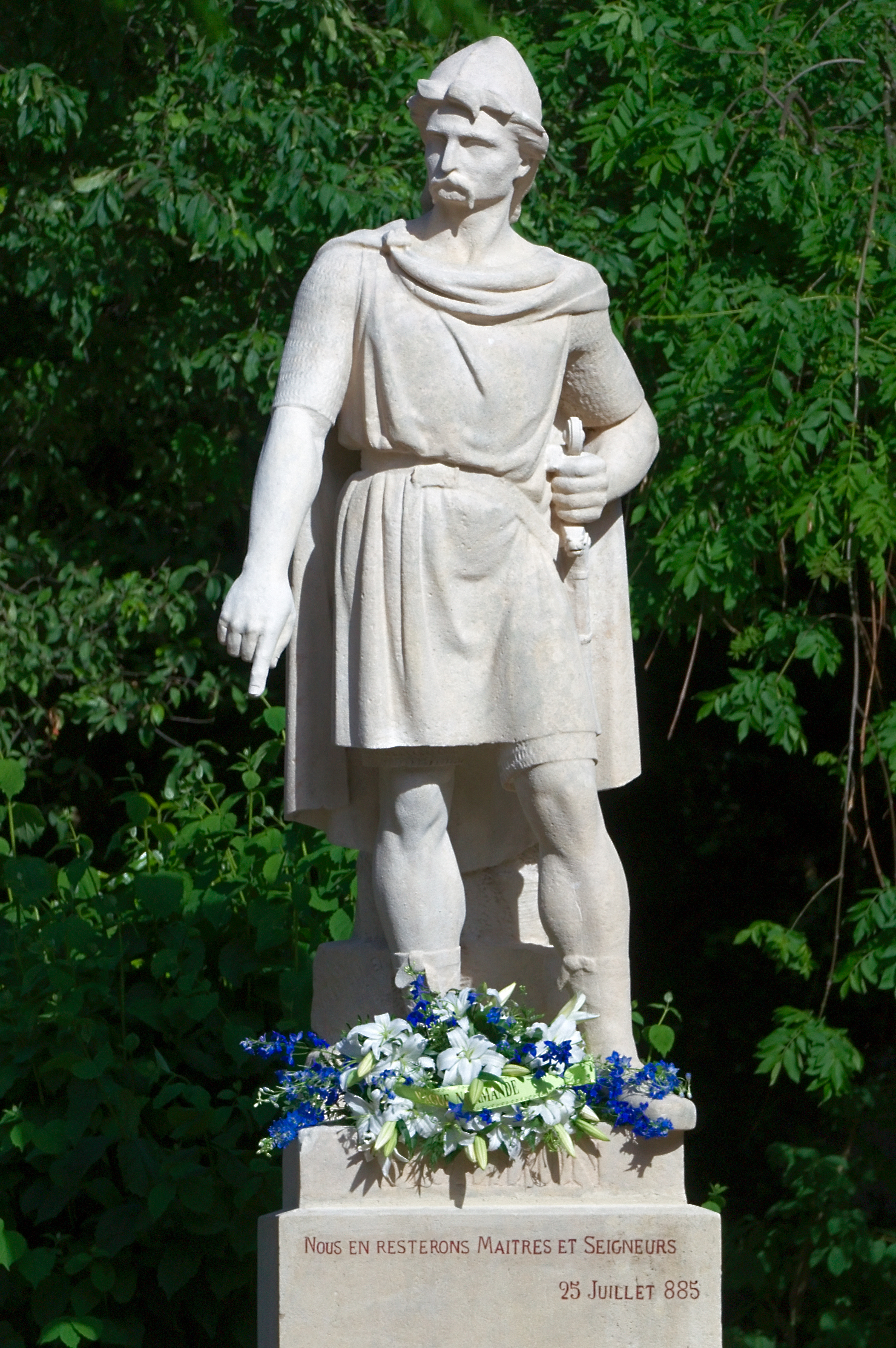
法國盧昂的羅洛雕像。這個雕像有兩個青銅複製品：一個在挪威的奧勒松，另一個在美國的法戈。

諾曼歷史學家聖·昆汀杜多表示羅洛在西元876年就佔領了盧昂地區，這個說法得到當代編年史學家弗洛多德的支持，他記錄說查理三世曾發起反抗維京人的武力行動，但維京人幾乎把盧昂和其他定居點夷為平地。最終，國王將“某些沿海土地”讓給了維京海盜。根據聖·昆汀杜多的說法，羅洛與一位英格蘭國王建立了友誼，這使許多歷史學家感到困惑，但最近這個難題已經被解開，這個國王是指古思倫。羅洛在查理三世請求和解之前，攻佔了法蘭克的巴約城，並將統治該地的貝朗傑伯爵之女巴約的波帕作為戰利品帶走，並娶她為妻，生下了兒子長劍威廉。

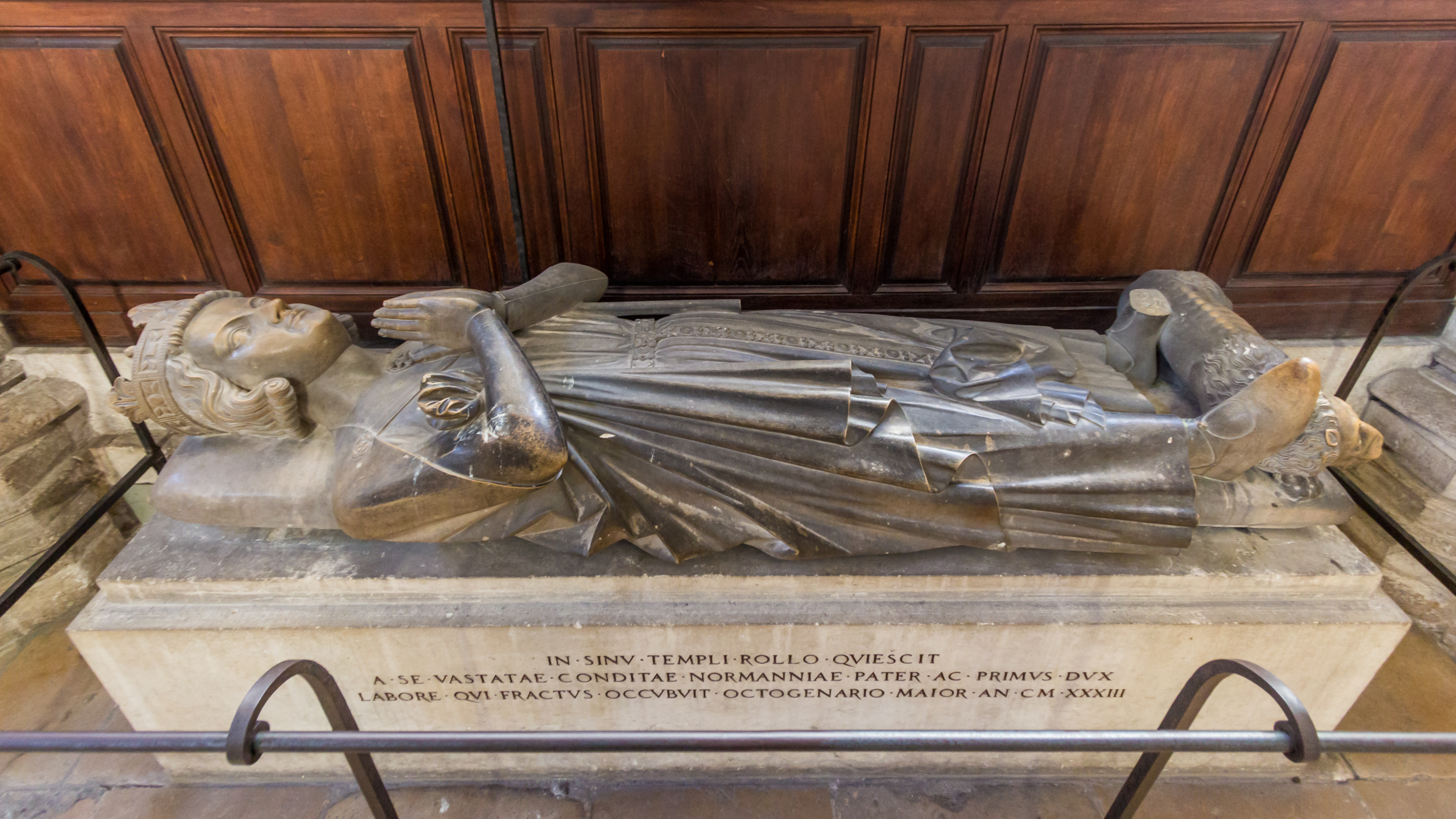
羅洛的墳墓位於盧昂主教座堂內。

在當時的歷史記載中，關於羅洛的資料並不多。最早的記錄是從918年的修道院開始，該修道院提到了「塞納河畔的諾曼人」，即「羅洛和他的同夥保護著王國」。根據聖·昆汀杜多的說法，這個協防法蘭克王國的協議稱為《聖-克萊爾-埃普特條約》，為了正式承認他擁有的土地，羅洛同意受洗，並為自己取了洗禮名叫做羅伯特（Robert）。協議包含與查理三世的女兒吉斯拉公主成婚。接受爵位、婚約、領地與洗禮之後，羅洛便依據埃普特河和里勒河，將諾曼第的土地分劃給各個部下，自己把盧昂定為首都。羅洛並頒布了極其嚴格的法律，嚴懲罪犯，觸法者一律吊死。因此諾曼第公國一度成為當時歐洲最安全的地區之一。
西元923年，查理三世因叛亂起義而被推翻，他的繼任者羅貝爾一世同年即在與維京人的戰役中陣亡。再下一位繼任者拉烏爾又割讓了貝辛和曼恩兩個地方給羅洛。
羅洛大約到928年至932年之間去世為止，都一直統治著諾曼第。之後由他的兒子長劍威廉繼承諾曼第公國的爵位。

## 後裔

諾曼第王朝的譜系圖。

羅洛的兒子長劍威廉，以及孫子理查一世，把諾曼第公國發展成西法蘭克王國內最具凝聚力和最強大的公國。羅洛和他的後代與法蘭克人 - 天主教文化同化，並被稱為諾曼人，他們統治的領地在當時就被稱為諾曼第，即今日法國的諾曼第大區。
羅洛是威廉一世（通常被稱為征服者威廉）的天祖父。由於威廉一世統治英格蘭的緣故，他是當今英國王室的祖先之一，也是當前所有歐洲君主的祖先。

## 相關藝術作品
羅洛是十七世紀戲劇《羅洛諾曼第公爵》的主角，該劇由約翰·弗萊切、菲利普·馬辛格、班·強生與喬治·查普曼合作編寫。
最廣泛的作品描繪是2013年加拿大歷史頻道製播的電視影集《維京傳奇》，由英國演員克里夫·史丹頓飾演羅洛。在劇中，羅洛是維京海盜領袖朗納爾·洛德布羅克的哥哥。

### 主要文本
- Dudo of St. Quentin, History of the Normans. ed. and trans. Eric Christiansen. Woodbridge, Suffolk: The Boydell Press 1998.
- The Gesta Normannorum Ducum of William of Jumièges, Orderic Vitalis and Robert of Torigni ed. Elizabeth van Houts (1992).
- The Normans in Europe transl. and ed. Elizabeth van Houts, Manchester and New York: Manchester University 2000.
- Orkneyinga Saga: The History of the Earls of Orkney. Trans. Pálsson, Hermann and Edwards, Paul. Hogarth Press, London, 1978. ISBN 0-7012-0431-1. Republished 1981, Harmondsworth: Penguin. ISBN 0-14-044383-5.

### 次要文本
- Crouch, David (2002). The Normans: the History of a Dynasty. London: Hambledon and London. ISBN 1 85285 387 5
- Christiansen, Eric (2002). The Norsemen in the Viking Age. Blackwell Publishers Ltd.
- Ferguson, Robert (2009). The Hammer and the Cross: A New History of the Vikings. London. Allen Lane, an imprint of Penguin Group.
- Fitzhugh, William W. and Ward, Elizabeth (2000). Vikings: The North Atlantic Saga. Smithsonian Institution Press.
- Konstam, Agnus (2002). Historical Atlas of the Viking World. Checkmark Books

| 羅洛 諾曼第王朝出生于：846年逝世於：932年 | 羅洛 諾曼第王朝出生于：846年逝世於：932年 | 羅洛 諾曼第王朝出生于：846年逝世於：932年 |
| 法國貴族爵位                              | 法國貴族爵位                              | 法國貴族爵位                              |
| ----------------------------------------- | ----------------------------------------- | ----------------------------------------- |
| 新頭銜                                    | 諾曼第公爵 911年–927年                    | 繼任者： 長劍威廉                         |